# 馬場一衛

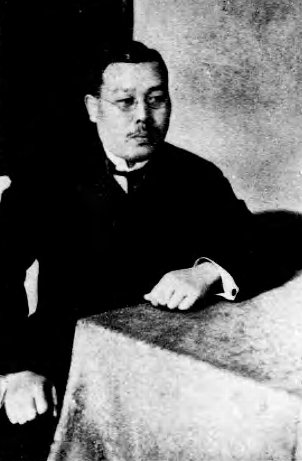
馬場一衛

馬場 一衛（ばば かずえ、1881年（明治14年）12月2日 - 1944年（昭和19年）3月30日）は、日本の内務・警察官僚。官選青森県知事、門司市長。

## 経歴
現在の熊本市出身。第五高等学校を卒業。1908年、東京帝国大学法科大学政治学科を卒業。同年11月、文官高等試験行政科試験に合格。1909年、内務省に入省し広島県属となる。
以後、広島県事務官補、警視庁方面監察官、福井県理事官、群馬県警察部長、群馬県内務部長、警視庁刑事部長、同警務部長などを歴任。
1923年10月、青森県知事に就任。農水産業の振興に尽力。1924年6月、休職となる。同年に退官した。その後、門司市長、侯爵細川護立家家扶を務めた。